# Opactwo św. Wincentego na Ołbinie

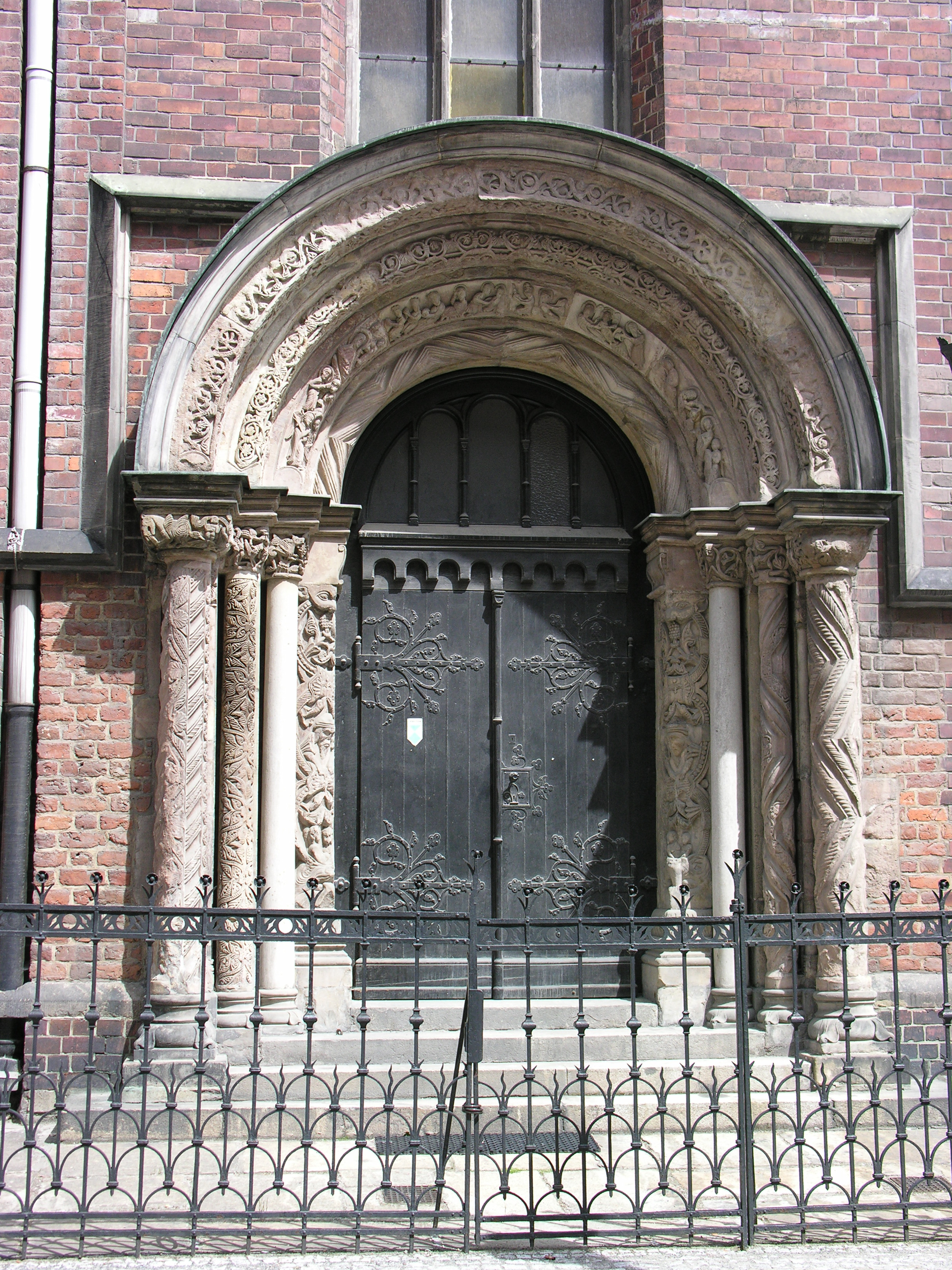
Portal z opactwa na Ołbinie

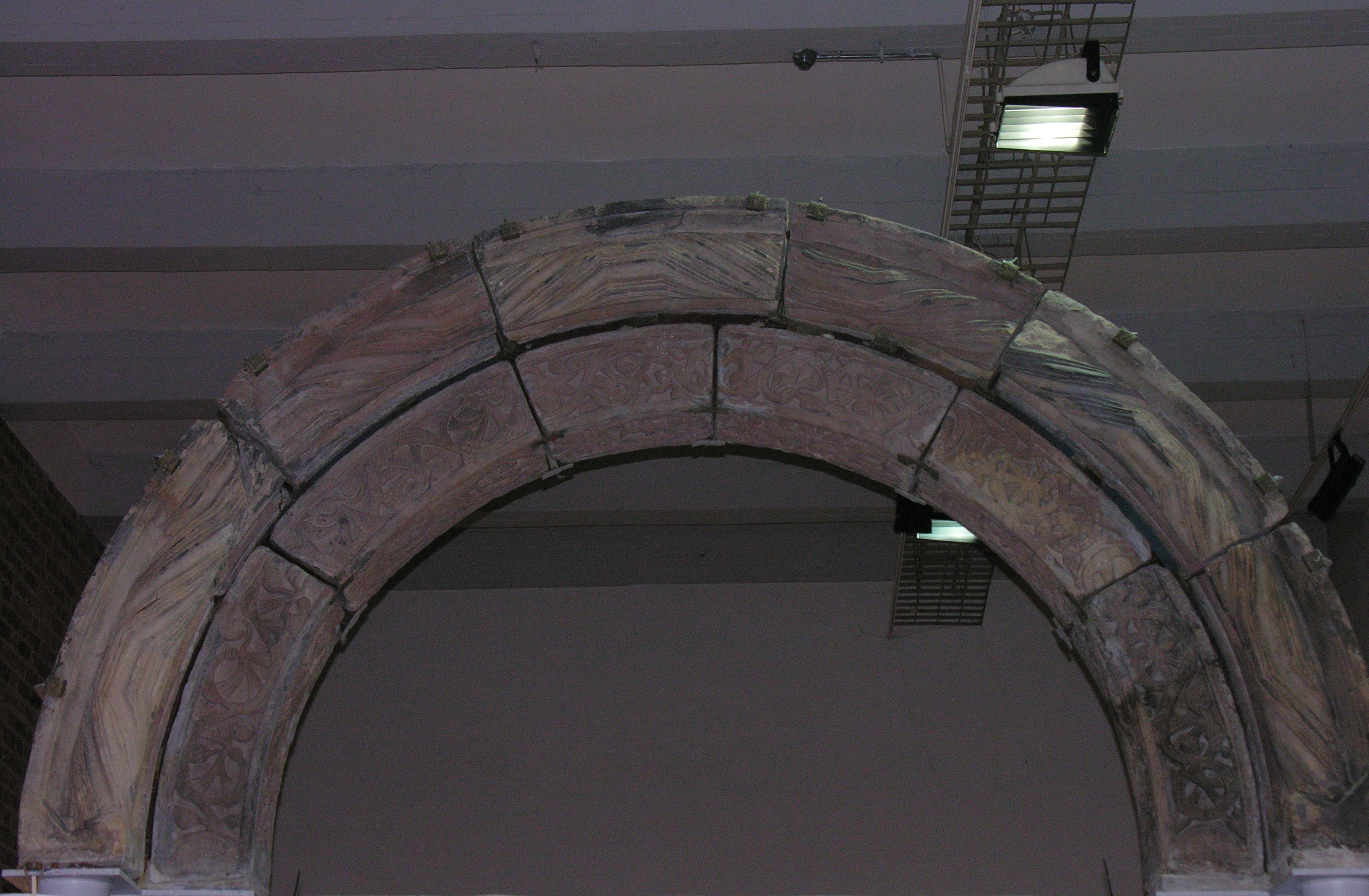
Archiwolty portalu opactwa na Ołbinie

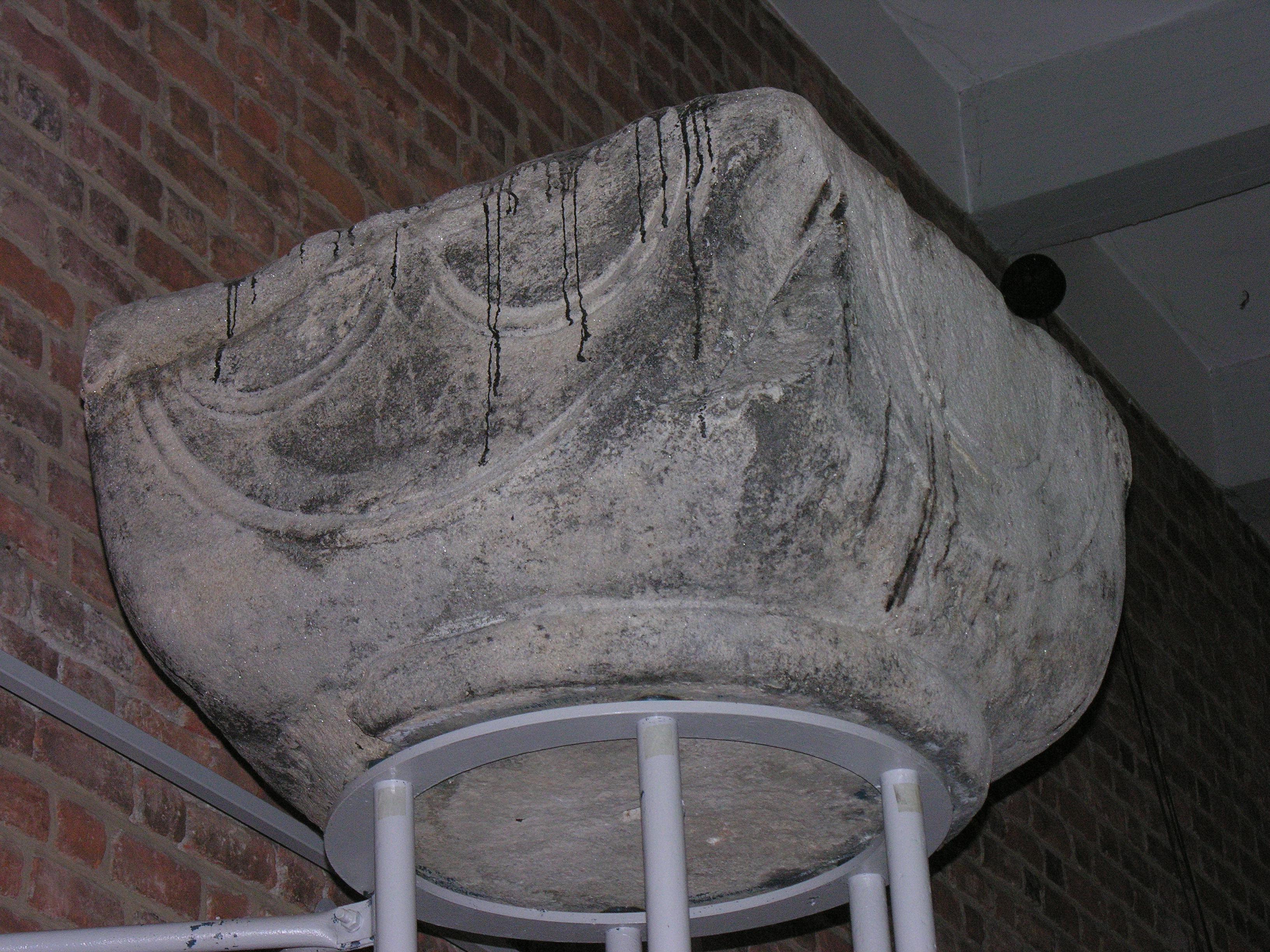
Głowica kolumny z kościoła opackiego na Ołbinie

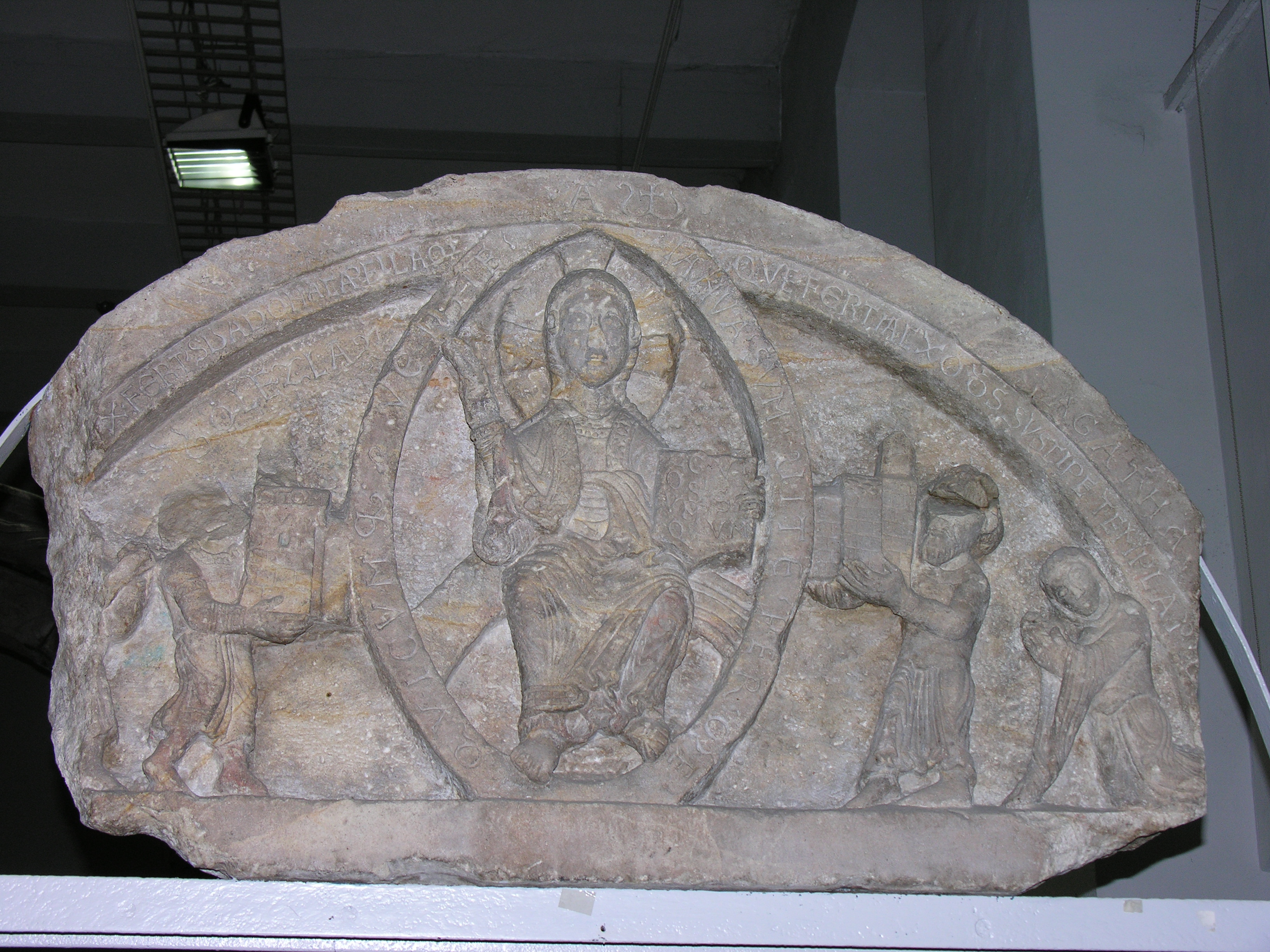
Awers tympanonu fundacyjnego

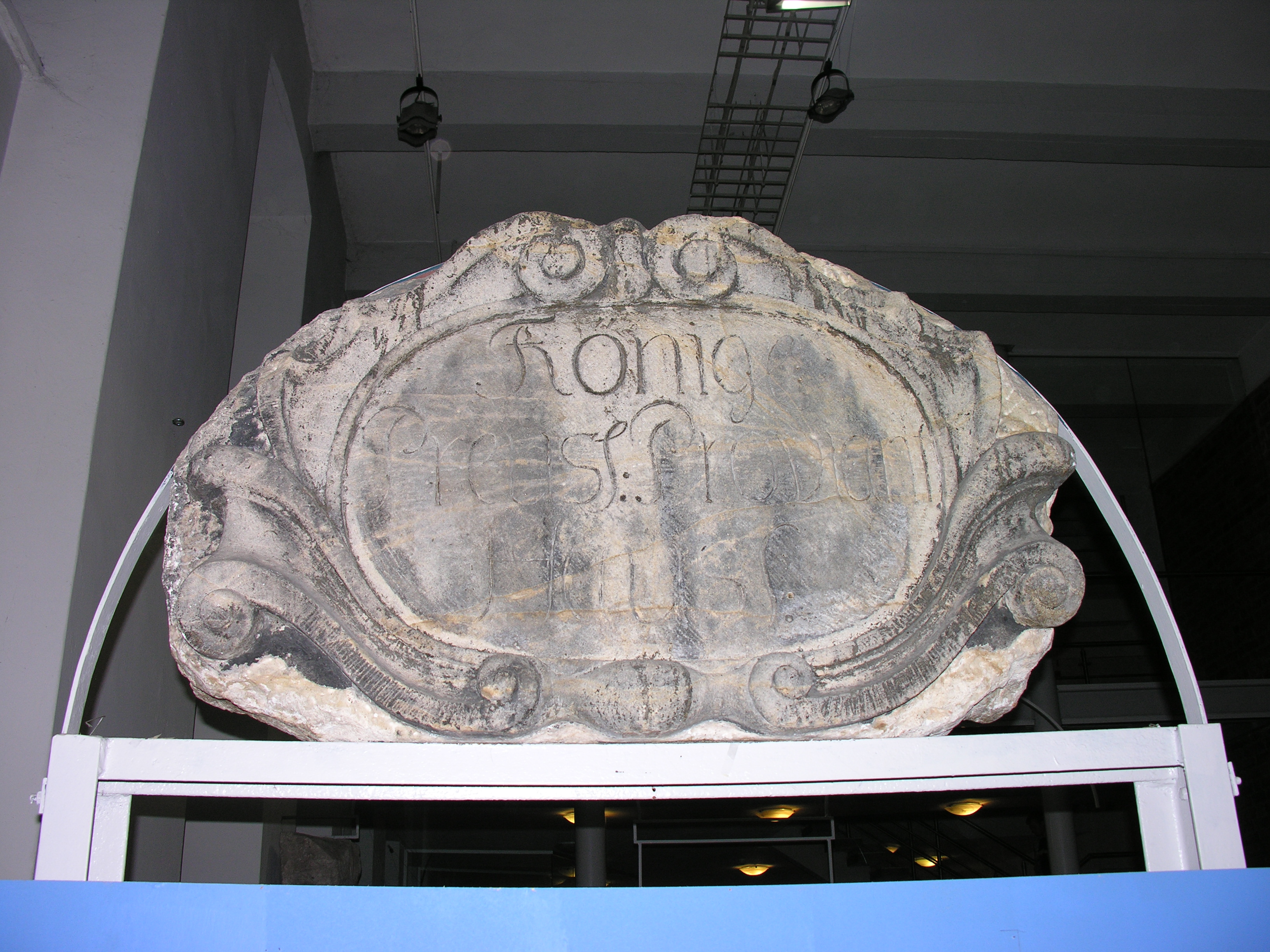
Rewers tympanonu fundacyjnego

Opactwo św. Wincentego na Ołbinie – dawne opactwo benedyktynów, a następnie norbertanów, znajdujące się na terenie dawnej wsi Ołbin (na terenie dzisiejszego Parku Świętej Edyty Stein), leżącej obecnie w granicach Wrocławia. Klasztor został ufundowany w latach 30. XII w., a zburzony w 1529. Fragmenty detali architektonicznych pochodzących z opactwa zostały wykorzystane w innych budynkach.

## Architektura
Wygląd opactwa na Ołbinie jest znany z opisów. Ponad 30 lat po jego zburzeniu w 1562 powstał plan Wrocławia Barthela Weihnera, na którym znalazło się jego rysunkowe przedstawienie. Zabudowania opactwa wybudowano na wzniesieniu między rozlewiskami Odry. Były one połączone groblą z drogą do Milicza. Kościół opacki był trójnawową bazyliką o długości nawy bocznej ok. 55 m. Miał co najmniej 6 przęseł. Zabudowania klasztorne znajdowały się na południe od kościoła, a na południe od nich wzniesiono kolejny całkowicie zabudowany dziedziniec. Na wschód od klasztoru usytuowane były cztery dziedzińce z zabudowaniami gospodarczymi. Na północny zachód od kościoła klasztornego wznosił się kościół św. Michała. W sumie opactwo ołbińskie obejmowało 3 kościoły, 48 sklepionych budynków i 7 dziedzińców.

## Historia
Opactwo ufundował w latach 30. XII w. możnowładca Piotr Włostowic. Pierwsza wzmianka pisemna pochodzi z 1139, gdy opat Radulf otrzymał od biskupa wrocławskiego położony w niedalekiej odległości od klasztoru kościół św. Michała. W 1145 fundator ofiarował opactwu relikwie św. Wincentego otrzymane od króla niemieckiego Konrada III. Wkrótce książę Bolesław IV Kędzierzawy nadał zakonnikom kaplicę św. Marcina we Wrocławiu i kaplicę św. Benedykta w Legnicy wraz z uposażeniem, targ i karczmę we Wrocławiu oraz targ w Kostomłotach. Donacja miała stanowić wynagrodzenie dla Piotra Włostowica, który opowiedział się po stronie młodszych braci przeciw Władysławowi Wygnańcowi i z woli seniora stracił dobra. W 1149 został konsekrowany kościół klasztorny pw. Najświętszej Marii Panny i św. Wincentego. Wezwanie maryjne wkrótce zanikło. W drugiej połowie XII w. na północ od kościoła powstał klasztor. Przebudowano również lub wzniesiono od podstaw kościół św. Michała. Pod koniec życia Bolesław Kędzierzawy nadał zakonnikom kościół w Bytomiu. Książę chciał zapewne w ten sposób odbudować dobre stosunki z możnymi.
W 1193 z powodu rozluźnienia dyscypliny zakonnej benedyktyni zostali usunięci z Ołbina, a na ich miejsce sprowadzono norbertanów. Cztery lata później zmianę gospodarzy opactwa zatwierdził papież. Norbertanie wznieśli zabudowania klasztorne na południe od kościoła opackiego. Najpierw wybudowano wschodnie skrzydło z kapitularzem-kaplicą pw. Trójcy Świętej. Następnie po wyburzeniu starego klasztoru pod koniec XIII w. powstały krużganek wraz ze skrzydłami południowym i zachodnim. Przebudowywano także kościół opacki. W 1319 r. poświęcono nowy chór, powstawały nowe kaplice, w latach 70. XIII w. ufundowano nagrobek tumbowy Piotra Włostowica i jego żony Marii. W XV w. opactwo ucierpiało podczas wojen husyckich i wojen o koronę czeską.
W obliczu groźby najazdu tureckiego 14 października 1529 rozpoczęła się pospieszna rozbiórka opactwa. Obawiano się, że zabudowania klasztorne mogą stać się punktem oparcia dla najeźdźców. Był to pretekst na pozbycie się enklawy katolicyzmu przez protestancką radę miejską Wrocławia a jednocześnie uzyskanie materiału budowlanego.Zakonnikom przekazano klasztor pofranciszkański przy kościele św. Jakuba we Wrocławiu. Prace wyburzeniowe trwały 4 tygodnie. Materiał uzyskany z rozbiórki posłużył m.in. do wybrukowania Nowego Targu we Wrocławiu i budowy domu Heinricha Rybischa. Fragmenty rzeźbiarskie w 1529 wmurowano w fasadę szpitala Wszystkich Świętych i wieżę Bramy Mikołajskiej. W 1546 portal z opactwa umieszczono w południowej elewacji katedry św. Marii Magdaleny we Wrocławiu, gdzie znajduje się do dziś.
W latach 1799–1800 rozebrano szpital Wszystkich Świętych. Większość detali z opactwa ołbińskiego została zabezpieczona. Jedynie tympanon fundacyjny został wmurowany w budynki magazynów w pobliżu Arsenału Miejskiego. Strona z przedstawieniami została zwrócona do ściany, a na odwrocie umieszczono napis: Konige: Preus: Proviant Haus. Tympanon został odkryty w 1962 podczas rozbiórki magazynów. Zabytki ołbińskie znajdują się obecnie w Muzeum Narodowym we Wrocławiu i Muzeum Architektury we Wrocławiu. Pochodzą one z dwóch faz. Do pierwszej, benedyktyńskiej (2-3 ćwierć XII w.), należą: 5 głowic kolumn, 2 popiersia świętych i tympanon fundacyjny z przedstawieniem Jaksy, jego żony Agaty oraz Bolesława Kędzierzawego z synem Leszkiem. Do drugiej, norbertańskiej (koniec XII w.) zaliczają się: portal wmurowany w elewację katedry św. Marii Magdaleny, znajdujące się w zbiorach muzealnych 2 archiwolty z tego portalu oraz tympanon przedstawiający na awersie Zdjęcie z krzyża, a na rewersie Zaśnięcie Marii. Do tej fazy należą zapewne również kwatery z przedstawieniami głowy biskupa i Zwiastowania.
W trakcie prac wykopaliskowych na terenie dawnego szpitala Wszystkich Świętych, prowadzonych w latach 2015 - 2019, odkryto kolejne detale kamieniarskie, które mogą być łączone z opactwem na Ołbinie. Były one wtórnie użyte do wzmocnienia fosy u podnóża Bastionu Kleszczowego. Mowa tu przede wszystkim o romańskiej głowicy portalu uskokowego z przedstawieniem gryfa, fragmencie archiwolty, oraz niewielkim elemencie będącym pierwotnie prawdopodobnie częścią nadproża, na którym widoczny jest fragment napisu ...ITE PETR..., mogącego odnosić się do Piotra Włostowica. Poza tymi elementami odkryto także między innymi liczne fragmenty żeber sklepiennych, gotycką konsolę i fragmenty trzonów kolumn.